# Kara Hultgreen
Kara Spears Hultgreen, född 5 oktober 1965 i Greenwich i Connecticut, död 25 oktober 1994 i San Diego i Kalifornien, var en amerikansk stridspilot. Hon var den första kvinna som blev kvalificerad av Förenta staternas flotta att flyga stridsuppdrag från hangarfartyg. 
Hultgreen hade en examen från University of Texas och ville bli astronaut som ung.
Hultgreen omkom efter några månaders tjänstgöring då hon som pilot förolyckades i ett landningsförsök med ett F-14 Tomcat på hangarfartyget USS Abraham Lincoln (CVN-72). Radarofficeren i bakre sittbrunnen sköt ut dem med flygplanets katapultstolar men bara han överlevde. Under olycksutredningen hämtades hennes kropp och flygplanet upp från havsbottnen på 1 200 m djup och undersökningen konstaterade att en kombination av ett mekaniskt fel i flygplanet och en felaktig manöver av Hultgreen orsakat olyckan. Under utredningen lyftes frågeställningen om hon blivit felaktigt godkänd av flottans flygskola, men hennes pilotkollegor berömde hennes skicklighet och konstaterade 1995 att 10 piloter omkommit i olyckor med samma flygplanstyp sedan 1992. Hon är begravd på Arlingtonkyrkogården i Virginia.